# مارجوری فینلی
مارجوری فینلای (انگلیسی: Marjorie Finlay؛ ۵ اکتبر ۱۹۲۸ – ۱ ژوئن ۲۰۰۳) خواننده اپرا و شخصیت تلویزیون اهل ایالات متحده آمریکا بود. او همچنین مادربزرگ خواننده - ترانه‌سرای آمریکایی تیلور سوئیفت و بازیگر آمریکایی آستین سوئیفت است.

## زندگی و تحصیلات اولیه
مارجوری فینلای در ۵ اکتبر ۱۹۲۸ در ممفیس تنسی از المر هنری فینلای از سنت چارلز میسوری و کورا لی مورو از آرکانزاس متولد شد.او در سنت چارلز بزرگ شد. سه پدربزرگ و مادربزرگ پدری وی از آلمان بودند.
در سال ۱۹۴۸، مارجوری فینلای در دبیرستان ارشد مکزیک به عنوان تکنوازی در گروه کر «Lindenwood Vesper» اجرا کرد. او لیسانس موسیقی خود را از کالج لیندنوود در سال «۱۹۴۹» دریافت کرد. او خواننده کنسرت پاپ ارکستر سمفونیک سنت لوئیس در سالن شنل کیل بود.

## شغل
در سال ۱۹۵۰، فینلای به عنوان مسئول پذیرش در بانک ملی Boatmen در سنت لوئیس کار می‌کرد. او در مسابقه استعدادیابی در شبکه موسیقی ABC موسیقی با دختران برنده شد. با شرکت در این مسابقه، توانست جایی شغلی در رادیو پیدا کند، و او به مدت ۱۵ ماه در برنامه رادیویی شبکه گشت و گذار داشت. در تابستان ۱۹۵۱، فینلای به توصیه ادوین مک آرتور، نوازنده، در مرکز موسیقی برکشایر و سپس در شهر نیویورک تحصیل کرد.
پس از ازدواج، فینلای و همسرش به هاوانا، کوبا نقل مکان کردند، جایی که دفتر او قبل از نقل مکان به پورتوریکو به دلیل ناآرامی‌های سیاسی در آنجا قرار داشت. آنها قبل از بازگشت به سنتورس با فرزندانشان به کاراکاس نقل مکان کردند. در پورتوریکو، فینلای برنامه تلویزیونی خاص خود را داشت و در کنسرت‌ها، اپراها و باشگاه‌های شام مدت بازی می‌کرد. می توان به حضور وی در هتل کاریب هیلتون اشاره کرد.

## زندگی شخصی و میراث

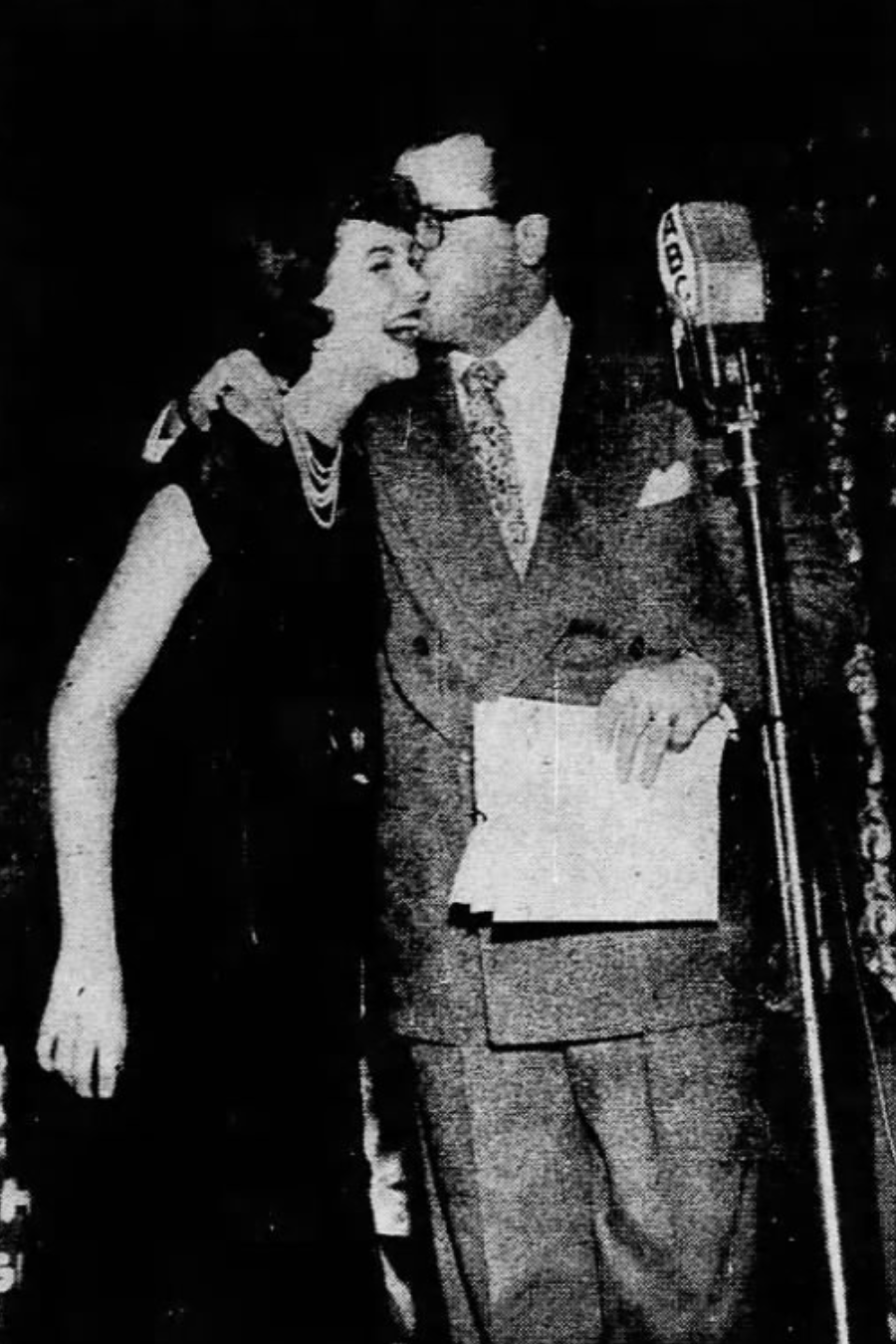
مارجوری مولنکمپ، خواننده ی ۲۱ ساله، تبریکی از هال فردریکس از KXOK دریافت میکند به علت برنده شدن در برنامه ی استعداد یابی روز قبل.

وی در ۲۲ مارس ۱۹۵۲ در پالم بیچ، فلوریدا با رابرت فینلای، رئیس شرکت ساختمانی ریموند ازدواج کرد. فینلی در تاریخ ۱ ژوئن ۲۰۰۳ در ردینگ، پنسیلوانیا درگذشت.
فینلی مادربزرگ مادری تیلور سویفت خواننده و ترانه‌سرا و برادرش آستین سویفت بازیگر بود. سوئیفت از فینلای برای الهام گرفتن از وی برای ادامه کار در موسیقی استفاده می‌کند. در سال ۲۰۲۰، سوئیفت آهنگ " Marjorie " را از نهمین آلبوم استودیویی خود، Evermore منتشر کرد. سوئیفت به مادربزرگش آوازهای پشتیبان را که در آهنگ نمونه‌گیری شده‌اند، اعتبار داد.

## جوایز و افتخارات
| مرجع         | یادداشت                                                                               | عنوان                                                 | سال  |
| ------------ | ------------------------------------------------------------------------------------- | ----------------------------------------------------- | ---- |
| [ ۶ ] [ ۱۲ ] | مسابقه ملی موسیقی به میزبانی مجله Music News و Metropolitan School of Music در شیکاگو | بورس تحصیلی ۲۰۰ دلار (معادل ۲٬۱۴۹ دلار در سال ۲۰۱۹)   | ۱۹۴۹ |
| [ ۳ ]        | برنده                                                                                 | نمایش موسیقی ABC مسابقه استعدادیابی در شبکه با دختران | ۱۹۵۰ |
| [ ۱۳ ] [ ۹ ] | کالج Lindenwood داده شده توسط مادر وی                                                 | فارغ‌التحصیل برجسته با گواهی شایستگی                   | ۱۹۶۱ |
| [ ۹ ] [ ۸ ]  | محافظین به او لقب " مادرینا " (مادرخوانده) دادند                                      | کاپیتان افتخاری در گارد ملی هوایی پورتوریکو           | ۱۹۶۲ |